# Dengeki Hime
Dengeki Hime (電撃姫?) è una rivista giapponese pubblicata mensilmente da  MediaWorks che tratta tematiche adulte (Eroge visual novel).

## Opere
- Maid in Dream
- Ocha Para Ocha no Mizu Onago Gakuen
- Master of Witches: Gekidō!! Mahō Gakuen
- G Baku-chan
- Colorfull Education
- Kimi ni Okuru Boku no Uta